# گلهی
گلهی، روستایی از توابع بخش کلات شهرستان آبدانان در استان ایلام ایران است اهالی این روستا اکثرا از طایفه میرزاوند ایل چگنی می‌باشند.

## جمعیت
این روستا در دهستان مورمورئ قرار دارد و براساس سرشماری مرکز آمار ایران در سال ۱۳۸۵، جمعیت آن ۵۸ نفر (۱۳خانوار) بوده‌است.